# Joseph-Denis Picard
Pour les articles homonymes, voir Picard (homonymie).
Joseph Denis Picard, né le 23 juillet 1761 à Paris, mort le 20 janvier 1826 à Belleville (Suisse), est un général français de la Révolution et de l’Empire.

## État de service
Il entre en service le 3 novembre 1780, comme soldat au régiment de la Rochefoucauld, il passe brigadier le 14 septembre 1784, maréchal des logis le 3 avril 1787, et il obtient son congé le 4 avril 1790.
Le 1er mai 1790 il est admis dans la Garde nationale parisienne non soldée, et le 30 décembre 1791 il rejoint comme gendarme à cheval la 4e brigade de Paris. Quartier maître trésorier de la 1re division de gendarmerie le 13 décembre 1792, il occupe les fonctions d’aide de camp du général Houchard le 1er janvier 1793, fonction qu’il quitte peu de temps avant la destitution de ce dernier.
De 1792 à l’an IV il sert à l’armée du Rhin, et il est nommé adjudant-général chef de bataillon par les représentants du peuple, et employé dans la cavalerie le 9 septembre 1793. Adjudant-général chef de brigade provisoire le 8 novembre 1793, il se distingue à la reprise des lignes de Wissembourg, et le général Hoche veut lui décerner le grade de général de brigade pour avoir enlevé le Kaisberg (de) et poursuivi l’ennemi jusqu’à Landau, où il est entré le premier avec 15 chevaux. Le général Desaix lui offre le même grade pour une action non moins éclatante, mais sa modestie ne lui permet pas d’accepter. Il est confirmé dans son grade le 6 novembre 1794, et il est réformé le 13 avril 1796.
Il est remis en activité par le Directoire le 23 mai 1796, il assiste à la bataille de Castiglione le 5 août 1796, où il charge l’ennemi à la tête de trois régiments de cavalerie, et le pousse jusqu’à un mamelon couvert d’artillerie, dont il s’empare. Le 8 septembre 1796, à la Bataille de Bassano, il exécute plusieurs charges qui font plier l’ennemi, et dans cette affaire il fait prisonnier le colonel des hussards d’Erdedy et 2 compagnies d’infanterie. Le 16 septembre 1796 le général en chef Bonaparte le nomme chef de brigade du 1er régiment de hussards. Confirmé le 8 janvier 1797, il fait avec beaucoup de distinction les campagnes de l’an V à l’an VII, à l’armée d’Italie.
À la bataille d'Anghiari le 14 janvier 1797, il dispose si bien son régiment, que sur tous les points, il remporte des avantages signalés. En février, dans une sortie de Trévise, il charge vigoureusement la cavalerie ennemie, et la poursuit jusqu’à Lovadina (it). Le 12 mars 1797 il effectue le passage de la Piave, sous le feu de l’ennemi, charge les hulans, et les pousse jusqu’à  Conegliano, leur faisant plusieurs prisonniers. Le 19 mars il fait une nouvelle charge vigoureuse contre la cavalerie autrichienne, qu’il poursuit jusqu’aux portes de Gradisca, où il prend une cinquantaine de hussards de Toscane. Le 26 mars 1799 à la bataille de San Paolo, il attaque l’ennemi dans ses redoutes, qui sont toutes prises. Le 5 avril 1799, à la bataille de Vérone, il se porte à trente pas en avant de son régiment avec un sapeur, et y demeure ferme sous une grêle de balles et de boulets. Sa contenance enhardit les hussards et en impose à l’ennemi, qu’il empêche ainsi d’avancer jusqu’au soir. Le 12 mai 1799, il charge une colonne de Russes, qu’il met en déroute complète et qu’il poursuit jusqu’à Bassignana sur le Pô, où un grand nombre se noie, et deux pièces de canon restent dans les mains des Français. Le 16 mai 1799 à la bataille d’Alexandrie, il montre beaucoup de sang-froid et d’intrépidité, tandis qu’à ses côtés la mitraille étendait une quantité de braves, il commande sans altération et anime les siens par son exemple.
De l’an VIII à l’an IX, il fait partie de l’armée des Grisons, et il est promu général de brigade le 26 février 1803 avec rang du 2 février 1800. Le 26 mars 1803 il passe à l’armée de Hanovre, et il est attaché à la 1re division militaire. Il est fait chevalier de la Légion d’honneur le 11 décembre 1803, et commandeur de l’ordre le 14 juin 1804.
En l’an XIV, il prend le commandement de la cavalerie du 1er corps de la Grande Armée, et il se couvre de gloire à la bataille d’Eylau le 8 février 1807, où il est blessé d’un coup de biscaïen qui lui traverse le corps. Mis à la disposition du maréchal Kellermann, il fait partie de l’armée de réserve, et il est chargé de l’inspection de la cavalerie dans les 2e et 3e divisions militaires. Il est créé baron de l’Empire le 1er juin 1808, et il passe dans la 4e division militaire le 18 août 1808. Le 20 décembre suivant il est affecté à l’armée d’Espagne, et le 27 mars 1809 il est rappelé à Paris. Le 6 avril il rejoint l’armée d’Allemagne, et le 10 juin il est à l’armée de réserve d’Allemagne. Il est mis en congé de réforme le 14 août 1809.
Le 6 août 1811 il est remis en activité, à la disposition du comte de Cessac, pour la surveillance des remontes le 24 août 1812. Le 23 février 1813, il est nommé inspecteur général des bataillons du train des équipages militaires.
Lors de la première Restauration, le roi Louis XVIII le fait chevalier de Saint-Louis le 29 juillet 1814, et il est mis en non activité le 1er septembre suivant. Le 1er novembre il est rappelé par le ministre de la guerre, pour une mission spéciale dans 42 départements. Il est admis à la retraite le 4 septembre 1815. Il est promu lieutenant-général honoraire le 16 août 1820, sur proposition du marquis de Latour-Maubourg.
Il meurt le 20 janvier 1826 à Belleville en Suisse.

## Armoiries
| Figure | Nom du baron et blasonnement |
| ------ | --- |
|        | Armes du baron Joseph-Denis Picard et de l'Empire, décret du 19 mars 1808, lettres patentes du 1er juin 1808, commandeur de la Légion d'honneur D'azur à la tête de cheval d'or bridé de gueules, deux étoiles d'argent en chef, quartier des barons sortis de l'armée - Livrées : bleu, rouge, jaune. |

## Sources
- (en) « Generals Who Served in the French Army during the Period 1789 - 1814: Eberle to Exelmans »
- Thierry Pouliquen, « Les généraux français et étrangers ayant servis [sic] dans la Grande Armée » (consulté le 22 septembre 2014)
- « La noblesse d’Empire » (consulté le 22 septembre 2014)
- A. Lievyns, Jean Maurice Verdot, Pierre Bégat, Fastes de la Légion-d'honneur, biographie de tous les décorés accompagnée de l'histoire législative et réglementaire de l'ordre, Bureau de l’administration, janvier 1844, 529 p. (lire en ligne), p. 424.